# Elezioni parlamentari in Senegal del 2007
Le elezioni parlamentari in Senegal del 2007 si tennero il 3 giugno per il rinnovo dell'Assemblea nazionale; inizialmente previste per il 25 febbraio, contestualmente alle elezioni presidenziali, furono posticipate a seguito dell'annullamento di un decreto presidenziale relativo alla ripartizione dei seggi.
Le consultazioni, cui presero parte 14 forze politiche, furono boicottate da vari partiti dell'opposizione, segnatamente dalla coalizione Front Siggil Sénégal formata da Partito Socialista, Rewmi, Alleanza delle Forze del Progresso e Lega Democratica/Movimento per il Partito del Lavoro.

## Risultati
| Liste                                                | Voti      | %     | Seggi |
| ---------------------------------------------------- | --------- | ----- | ----- |
| Coalizione Sopi (Partito Democratico Senegalese)     | 1 190 609 | 69,21 | 131   |
| Takku Defaraat Sénégal                               | 86 621    | 5,04  | 3     |
| And Defaar Sénégal                                   | 84 998    | 4,94  | 3     |
| Waar Wi                                              | 74 919    | 4,35  | 3     |
| Raggruppamento per il Popolo                         | 73 083    | 4,25  | 2     |
| Fronte per il Socialismo e la Democrazia/Benno Jubël | 37 427    | 2,18  | 1     |
| Alleanza per il Progresso e la Giustizia/Jëf-Jël     | 33 297    | 1,94  | 1     |
| Convergenza per il Rinnovamento e la Cittadinanza    | 30 658    | 1,78  | 1     |
| Partito Socialista Autentico                         | 26 320    | 1,53  | 1     |
| Unione Nazionale Patriottica/Tekki                   | 22 271    | 1,29  | 1     |
| Movimento della Riforma per lo Sviluppo Sociale      | 20 041    | 1,16  | 1     |
| Raggruppamento degli Ecologisti del Senegal          | 17 267    | 1,00  | 1     |
| Partito Socialista Democratico/Jant Bi               | 15 968    | 0,93  | 1     |
| Raggruppamento Patriottico Senegalese/Jammi Rewmi    | 6 847     | 0,40  | –     |
| Totale                                               | 1 720 326 | 100   | 150   |
| Elettori                                             | 1 738 675 |       |       |